# Comuna de Płoskinia
Płoskinia (polaco: Gmina Płoskinia) é uma gminy (comuna) na Polónia, na voivodia de Vármia-Masúria e no condado de Braniewski. A sede do condado é a cidade de Płoskinia.
De acordo com os censos de 2004, a comuna tem 2726 habitantes, com uma densidade 15,8 hab/km².

## Área
Estende-se por uma área de 172,05 km², incluindo:
- área agricola: 63%
- área florestal: 27%

## Demografia
Dados de 30 de Junho 2004:
|                      | Total   | Total | Mulheres | Mulheres | Homens  | Homens |
| -------------------- | ------- | ----- | -------- | -------- | ------- | ------ |
|                      | pessoas | %     | pessoas  | %        | pessoas | %      |
| População            | 2726    | 100   | 1372     | 50,3     | 1354    | 49,7   |
| Densidade (pop./km²) | 15,8    | 100   | 8        | 8        | 7,9     | 7,9    |

De acordo com dados de 2002, o rendimento médio per capita ascendia a 1749,23 zł.

## Comunas vizinhas
- Braniewo, Frombork, Młynary, Orneta, Pieniężno, Wilczęta